# Bernhard Boll (Verleger, 1913)
Bernhard Boll (III) (* 26. Oktober 1913 in Solingen; † 20. März 1968 ebenda) war ein deutscher Verleger.

## Leben
Bernhard Boll studierte Jura in Freiburg, München, Bonn und Köln und wurde 1938 in Freiburg mit seiner Arbeit „Der strafrechtliche Schutz des Schriftleiterberufes“ promoviert. In Freiburg war Boll Mitglied des Corps Suevia Freiburg.
Bernhard Boll leitete in dritter Generation und als dritter Träger des Namens den als Familienunternehmen geführten Verlag B. Boll, der die auflagenstärkste Zeitung der Stadt, das Solinger Tageblatt, herausgibt. Erstmals erschien die Zeitung 1809, seit 1912 unter dem heutigen Namen.
1945 heiratete Boll Edith Friesenhausen aus Zerbst. Der Ehe entstammen zwei Kinder. Bernhard Boll wurde 1968 posthum mit dem Ehrenring der Stadt Solingen geehrt. Seine Frau Edith Boll erhielt aufgrund ihres sozialen Engagements 1975 das Bundesverdienstkreuz Erster Klasse. Der Sohn, Bernhard Boll (IV), führt heute Zeitung und Verlag.
1968 wurde Bernhard Boll Opfer eines Raubmordes mit anschließender schwerer Brandstiftung in seinem Wochenendhaus in einem Wald in Solingen. Der Täter wurde durch die am 7. Juni 1968 ausgestrahlte sechste Folge der ZDF-Sendung Aktenzeichen XY ungelöst, in der die Kriminalpolizei Öffentlichkeitsfahndung per Fernsehen betrieb, wenige Tage nach der Ausstrahlung anhand einer geraubten Uhr ausfindig gemacht und später zu lebenslanger Haft verurteilt. Es war der erste Mordfall, der mit Hilfe dieser Sendung gelöst wurde und dadurch deren Akzeptanz in der Bevölkerung vergrößerte. In einer Aktenzeichen-XY-Spezialsendung 1997 wurde detailliert gezeigt, wie der Vater des Täters diesen an die Polizei verriet, nachdem festgestellt werden konnte, dass die Uhr, welche der Täter seinem Vater schenkte, die geraubte Uhr des ermordeten Bernhard Boll war.